# Elaeis
Elaeis is een geslacht van palmen. Het geslacht telt twee soorten die bekendstaan als oliepalmen. Beide soorten worden verbouwd vanwege de palmolie die ze leveren. Elaeis guineensis komt voor in West-Afrika en Zuidwest-Afrika, ongeveer tussen de landen Angola en Gambia. Elaeis oleifera komt voor in tropisch Centraal-Amerika en Zuid-Amerika en wordt daar lokaal verbouwd voor de productie van palmolie.

## Beschrijving
Volwassen palmen hebben een enkele stam die een hoogte van ongeveer 20 meter kan bereiken. De bladeren zijn geveerd en bereiken een lengte tussen de 3 en 5 meter lang. De bloemen staan in dichte clusters, elke individuele bloem is klein en heeft drie kelkbladen en drie kroonbladen.
De palmvruchten hebben een roodachtige kleur en zijn ongeveer even groot als een grote pruim. De vruchten groeien in grote trossen. Elke vrucht bestaat uit een vette, vlezige buitenlaag (het pericarp), met daarin een enkel zaad (de palmpit). Deze is rijk aan olie.

## Soorten
- Elaeis guineensis Jacq. - Oliepalm
- Elaeis oleifera (Kunth) Cortés. - Amerikaanse oliepalm

... · 
Acanthophoenix · 
Acoelorrhaphe · 
Acrocomia · 
Actinokentia · 
Actinorhytis · 
Adonidia · 
Aiphanes · 
Allagoptera · 
Alloschmidia · 
Ammandra · 
Aphandra · 
Archontophoenix · 
Areca · 
Arenga · 
Asterogyne · 
Astrocaryum · 
Attalea · 
Balaka · 
Bactris · 
Barcella · 
Basselinia · 
Beccariophoenix · 
Bentinckia · 
Bismarckia · 
Borassodendron · 
Borassus · 
Brahea · 
Brassiophoenix · 
Brongniartikentia · 
Burretiokentia · 
Butia · 
Calamus · 
Calospatha · 
Calyptrocalyx · 
Calyptrogyne · 
Calyptronoma · 
Campecarpus · 
Carpentaria · 
Carpoxylon · 
Caryota · 
Ceratolobus · 
Ceroxylon · 
Chamaedorea · 
Chamaerops · 
Chambeyronia · 
Chelyocarpus · 
Chuniophoenix · 
Clinosperma · 
Clinostigma · 
Coccothrinax · 
Cocos · 
Colpothrinax · 
Copernicia · 
Corypha · 
Cryosophila · 
Cyphokentia · 
Cyphophoenix · 
Cyphosperma · 
Cyrtostachys · 
Daemonorops · 
Deckenia · 
Desmoncus · 
Dictyocaryum · 
Dictyosperma · 
Dransfieldia · 
Drymophloeus · 
Dypsis · 
Elaeis · 
Eleiodoxa · 
Eremospatha · 
Eugeissona · 
Euterpe · 
Euterpe · 
Gaussia · 
Guihaia · 
Hedyscepe · 
Hemithrinax · 
Heterospathe · 
Howea · 
Hydriastele · 
Hyophorbe · 
Hyospathe · 
Hyphaene · 
Iguanura · 
Iriartella · 
Itaya · 
Johannesteijsmannia · 
Juania · 
Jubaea · 
Jubaeopsis · 
Kentiopsis · 
Livistona · 
Lodoicea · 
Mauritia · 
Medemia · 
Metroxylon · 
Nannorrhops · 
Nypa · 
Phoenix · 
Raphia · 
Ravenea · 
Rhapis · 
Rhopalostylis · 
Roystonea · 
Sabal · 
Salacca · 
Serenoa · 
Syagrus · 
Tahina · 
Trachycarpus · 
Trithrinax · 
Washingtonia · 
Wodyetia · 
...